# Walnut Grove, Missouri
Walnut Grove är en ort i Greene County i Missouri. Vid 2010 års folkräkning hade Walnut Grove 665 invånare.